# Emile Huet

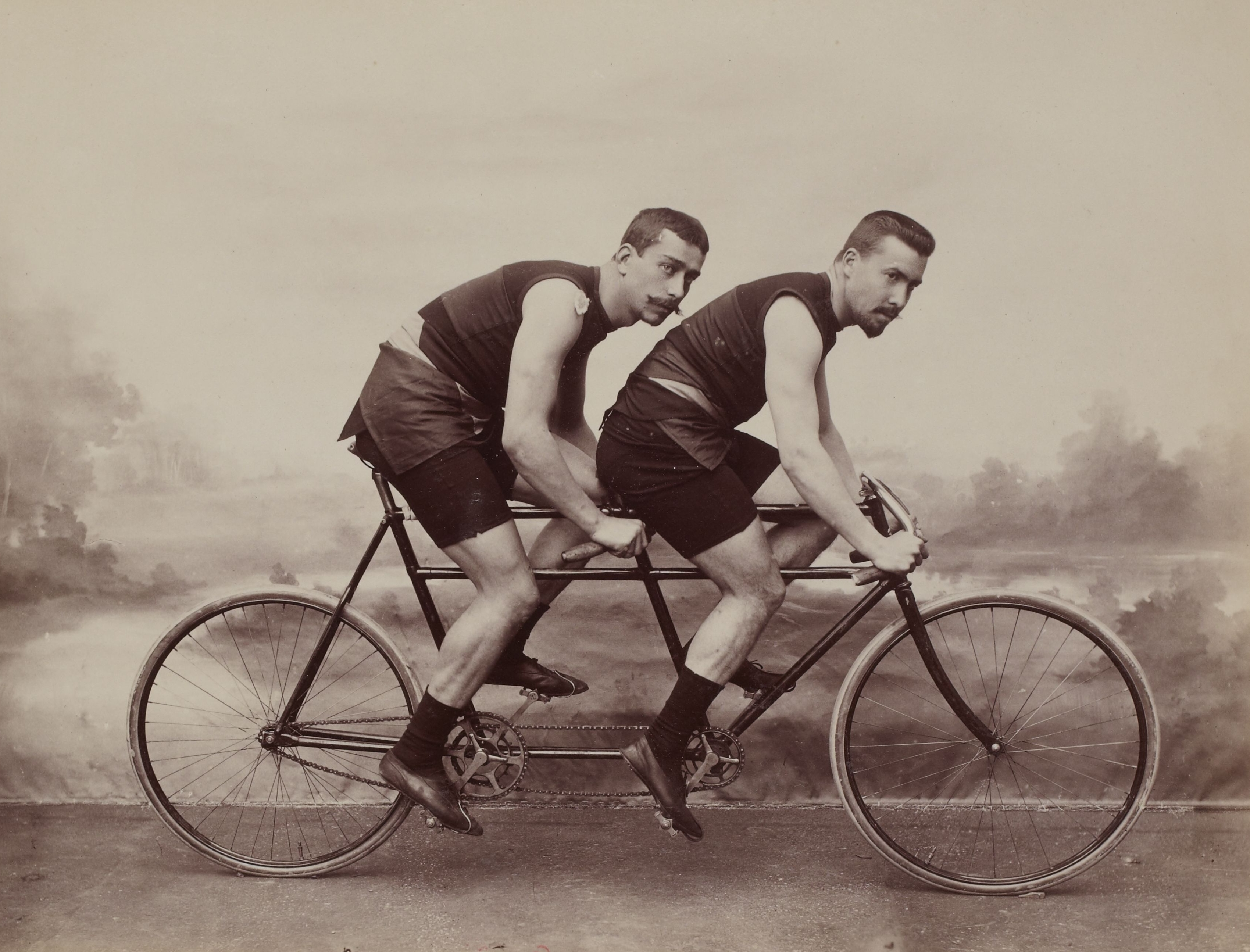
Emile Huet (v.) auf dem Tandem mit Bruno Büchner

Emile Huet (* 1874; † 1944) war ein belgischer Zahnarzt und Bahnradsportler.
1894 und 1895 gewann Emile Huet die ersten beiden Austragungen der belgischen Meisterschaft im Sprint. Bei den Bahn-Radweltmeisterschaften 1895 in Köln wurde er Dritter im Sprint der Profis. Gemeinsam mit dem Deutschen Bruno Büchner bestritt er auch erfolgreich zahlreiche Tandemrennen. 1896 gewann er den Großen Preis von Wien im Sprint.
Huet war von Beruf Zahnarzt und erfand Geräte für die zahnärztliche Behandlung. So konstruierte er 1911 einen Motor, der eine Drehzahl von 10.000/min anstelle der bisher möglichen 3000 Umdrehungen schaffte. Jedoch waren die damaligen Handstücke wie etwa Bohrer nicht für solche Drehzahlen ausgelegt und erhitzten sich zu stark. Auch schrieb er Aufsätze, hielt Vorträge und hatte Ämter in zahnärztlichen Vereinigungen inne. Erst in späteren Jahren wurde die Bedeutung seiner Errungenschaften anerkannt.